# 腎靜脈血栓
腎靜脈血栓意指在引流腎臟的腎靜脈中形成血塊，導致患側腎臟靜脈血流量下降，且血塊有可能會移行到身體他處。本症由德国病理学家Friedrich Daniel von Recklinghausen于1861年首次描述，最常發生於：凝血异常或脱水的新生婴儿，與患有肾病症候群的成年人。 
肾病症候群会导致尿液蛋白质过度流失， 血液中白蛋白低下，胆固醇升高和水腫 ，導致血液容易凝固，增加形成血块的危險。 其他較少見的原因包括高凝血状态，癌症，肾脏移植， Behcet症候群 ， 抗磷脂症候群，或背部或腹部的钝伤。 
治疗主要在於防止肾脏进一步形成血塊與维持稳定的肾功能。 抗凝剂的使用是標準治療。  膜性肾小球肾炎是成年人肾病症候群的最常见原因，發生率高峰在40-60岁的人，男性的发病率是女性的两倍。 由于肾病症候群又是腎靜脈血栓的最常见的病因，因此腎靜脈血栓最高危險群在於40岁以上的人和男性。 